# 程霖生公馆
程霖生公馆位于上海市静安区南京西路1550号，西面毗邻常德路，是上海最为豪华的花园别墅之一。
1931年，程霖生投资黄金期货失败，欠债达2000万两白银，程氏家族宣告破产。程霖生公馆用于抵债，归属四明银行。
2015年，程霖生公馆入选第五批上海市优秀历史建筑，目前由上海市公安局静安区分局交通警察支队使用。